# Ailangantunturi
Ailangantunturi är en kulle i Finland.   Den ligger i den ekonomiska regionen  Östra Lapplands ekonomiska region  och landskapet Lappland, i den norra delen av landet, 700 km norr om huvudstaden Helsingfors. Toppen på Ailangantunturi är 371 meter över havet, eller 170 meter över den omgivande terrängen. Bredden vid basen är 4,0 km.
Terrängen runt Ailangantunturi är huvudsakligen lite kuperad. Runt Ailangantunturi är det mycket glesbefolkat, med 2 invånare per kvadratkilometer. Närmaste större samhälle är Kemijärvi, 16,8 km nordväst om Ailangantunturi. 